# Richard Lynch (actor)
Richard Hugh Lynch (Brooklyn, 12 de febrero de 1940 - Yucca Valley, 19 de junio de 2012) fue un actor estadounidense, conocido por interpretar a villanos en el cine y la televisión.
A menudo, apareció en producciones de ciencia ficción, como Battlestar Galactica (como Wolfe) y su secuela, la serie Galactica 1980 (como el comandante Xavier). También apareció en series como
Starsky y Hutch (1975-1979),
The A-Team (1983-1987),
Charmed y
Star Trek: The Next Generation.
Richard Lynch nació en una familia de irlandeses católicos. Su hermano menor es el actor Barry Lynch. Lynch se enroló en el Cuerpo de Marines de Estados Unidos.
Lynch se formó en The Actors Studio y en los HB Studios. Su especial aspecto con cicatrices lo convirtió en un popular némesis, en más de 100 películas de cine y televisión. Se produjo las cicatrices durante un incidente en 1967 en el Central Park de Nueva York en el que ―bajo los efectos del LSD― se mojó con gasolina y se prendió fuego. Tenía quemaduras en el 70 % de su cuerpo.
En 1982, Lynch ganó un premio Saturn al «mejor actor de reparto» por su interpretación del malvado rey Cromwell en La espada y el hechicero.
Aunque se lo conocía por interpretar a villanos, fue elegido para ser el presidente de Estados Unidos en la película Mil máscaras vs. la momia azteca (2007).
Lynch protagonizó junto a Judson Scott la efímera serie televisiva de ciencia ficción The Phoenix (1982).
Además de actuar, Lynch también era músico, y tocaba la guitarra, el piano, el saxofón y la flauta. También disfrutaba de la pesca, la poesía y la arquitectura. Obtuvo la ciudadanía irlandesa a través de sus padres irlandeses, y visitaba frecuentemente ese país. Con Barry, los dos hermanos protagonizaron juntos en Nightforce y Total Force.
Su esposa Lily Lynch actuó con él en la película Breaking the Silence (1998) y su hijo Christopher Lynch actuó con él en la película de ciencia ficción Trancers II.
A través de los años, Lynch trabajó con su viejo amigo y colega Don Calfa en películas como Necronomicon (1993), Toughguy (1995), Corpses Are Forever (2003), y Lewisburg (2009).

## Años finales
Lynch se casó dos veces: la primera con Beatrix Lynch (su hijo Christopher murió en 2005 de una neumonía), y más tarde con Lily Lynch.
Su cuerpo fue encontrado en su casa en Yucca Valley (California) el 19 de junio de 2012. No se sabe si falleció el 18 o el 19 de junio. Después de no haber escuchado noticias de él durante varios días, su amiga, la actriz Carol Vogel, fue a su casa. Encontró la puerta abierta y su cuerpo en su cocina. Llamó entonces al 911.
Le sobreviven su hermano Barry y sus hermanas Carole Taylor y Jones Cathy.
Los medios de comunicación que informaron acerca de su muerte dieron incorrectamente su año de nacimiento como 1936, pero el obituario del Los Angeles Times publicado por su familia lo corrigieron: nació en 1940.

## Filmografía
- 1973: Scarecrow
- 1973: The Seven-Ups
- 1975: The Happy Hooker
- 1976: God Told Me To
- 1978: Battlestar Galactica, episodio «Gun on Ice Planet Zero».
- 1978: Deathsport
- 1979: Acero
- 1979: Buck Rogers in the 25th Century
- 1979: Charlie's Angels,episodio "Angels on the Street"
- 1979: Delta Fox
- 1979: Vampire
- 1980: Galactica 1980
- 1980: Alcatraz: The Whole Shocking Story (película de televisión).
- 1980: The Formula
- 1980: The Ninth Configuration
- 1982: The Sword and the Sorcerer
- 1984: Treasure: In Search of the Golden Horse
- 1984: Blue Thunder (serie de televisión)
- 1985: Airwolf, episodio «The horn of plenty»
- 1985: Savage Dawn
- 1985: Invasion U.S.A.
- 1987: Nightforce
- 1987: The Barbarians
- 1988: Bad Dreams
- 1988: Little Nikita
- 1989: Hunter, episodio «The Legion».
- 1990: The Forbidden Dance
- 1991: Super Force
- 1991: Alligator II: The Mutation
- 1991: Trancers II
- 1991: Puppet Master III: Toulon's Revenge
- 1992: Maximum Force
- 1992: Inside Edge
- 1992: Merlin
- 1993: Doble amenaza
- 1993: Star Trek: the next generation, episodio «Gambit».
- 1994: Cyborg 3: The Recycler
- 1994: Scanner Cop
- 1995: Highlander: the series
- 1995: Terminal Virus
- 1996: Werewolf
- 1996: Vendetta
- 1997: Total Force
- 1997: Ground Rules
- 1999: Lima: Breaking the Silence
- 1999: Battlestar Galactica: The Second Coming, cortometraje
- 2001: Death Game
- 2002: Crime and punishment
- 2003: Final Combat
- 2003: Curse of the Forty-Niner
- 2005: The Great War of Magellan, cortometraje
- 2006: Wedding Slashers
- 2007: Halloween
- 2007: Mil Mascaras vs. the Aztec Mummy
- 2011: Gun of the Black Sun
- 2012: The Lords of Salem (fue reemplazado por Andrew Prine debido a problemas de salud).